# Styles Bridges
Henry Styles Bridges (ur. 9 września 1898 w Pembroke, zm. 26 listopada 1961 w Concord) – amerykański polityk.

## Życiorys
Urodził się 9 września 1898 roku w Pembroke. Uczęszczał do publicznych szkół, a następnie ukończył University of Maine. Podjął pracę na Sanderson Academy, a także na University of New Hampshire. W latach 20. XX wieku pracował jako sekretarz Farm Bureau Federation, dziennikarz w Granite Monthly Magazine, a także dyrektor New Hampshire Investment Co. Otrzymał stopień porucznika w wojskach rezerwy United States Army. W 1934 roku wygrał wybory na gubernatora New Hampshire z ramienia Partii Republikańskiej. Po upłynięciu dwuletniej kadencji, został wybrany do Senatu. Na konwencji republikańskiej, poprzedzającej wybory prezydenckie w 1940 roku był poważnym kandydatem do nominacji wiceprezydenckiej. W latach 1953–1955 pełnił funkcję przewodniczącego pro tempore. Mandat senatora pełnił do śmierci, która nastąpiła 26 listopada 1961 roku w Concord.